# Zeev Sternhell
Zeev Sternhell (em hebraico:  זאב שטרנהל, Przemyśl, 10 de abril de 1935 – 21 de junho de 2020) foi um historiador, cientista político, comentarista e escritor israelense nascido na Polônia. É reconhecido, mundialmente, como um dos mais importantes especialistas em fascismo. Sternhell liderou o Departamento de Ciências Políticas da Universidade Hebraica de Jerusalém e escreveu para o jornal Haaretz.

## Biografia
Zeev Sternhell nasceu em Przemyśl, Polônia, numa família judia secular. Seu avô e seu pai eram comerciantes de tecidos. Quando a União Soviética ocupou o leste da Polônia, as tropas soviéticas tomaram parte de sua casa. Seu pai morreu de causas naturais. Alguns meses após a invasão da União Soviética pela Alemanha, sua família foi enviada para o gueto. Sua mãe e sua irmã mais velha, Ada, foram mortas pelos nacionais-socialistas quando ele tinha sete anos de idade. Um tio que tinha permissão para deixar o gueto para trabalhar conseguiu enviá-lo, clandestinamente, para Lviv, cidade ucraniana fronteiriça à Polônia. O tio encontrou um policial que estava disposto a ajudá-los. Munido com atestados falsos de arianidade, Sternhell viveu com sua tia, tio e primo passando-se por católico polonês. Após a guerra, foi batizado recebendo o nome polonês Zbigniew Orolski. Tornou-se coroinha na Catedral de Wawel, na Cracóvia. Em 1946, aos 11 anos, Sternhell foi levado para a França por um trem da Cruz Vermelha, lá passando a morar com uma tia. Aprendeu francês e foi aceito em uma escola em Avignon, apesar da forte concorrência.
No inverno de 1951, com 16 anos de idade, Sternhell imigrou para Israel sob os auspícios da Juventude Aliá, sendo enviado para o internato Magdiel. Serviu, na década 1950, ao Exército de Israel como líder de pelotão na Brigada Golani, inclusive na Guerra do Sinai. Lutou, como reservista, na Guerra dos Seis Dias, na Guerra do Yom Kippur e na Guerra do Líbano de 1982. No período 1957-1960 estudou história e ciência política na Universidade Hebraica de Jerusalém, graduando-se com diploma de bacharel. Recebeu, em 1969, um Ph.D. do Instituto de Estudos Políticos de Paris por sua tese sobre As Ideias Sociais e Políticas de Maurice Barrès.
Foi casado com Ziva, uma historiadora da arte com quem teve duas filhas.
Morreu no dia 21 de junho de 2020, aos 85 anos.

## Carreira acadêmica
Em 1976, Sternhell tornou-se coeditor do The Jerusalem Quarterly, permanecendo um contribuidor ativo até 1990. Em 1981, tornou-se professor de ciência política na Universidade Hebraica de Jerusalém. Em 1989, foi eleito para a Cátedra de Ciência Política Léon Blum na Universidade Hebraica e se tornou membro do Quadro Editorial do History and Memory. Em 1991, o governo francês o premiou com o título de “Cavaleiro da Ordem das Artes e das Letras” por suas valorosas contribuições à cultura francesa. Em 1996, tornou-se membro do Quadro Editorial do Journal of Political Ideologies.

## Prêmios
Em 2008, Sternhell foi agraciado com o Prêmio Israel, na área de ciência política. Embora o prêmio tenha sido contestado na Suprema Corte por conta de suas declarações controversas, a corte decidiu não interferir.

## Pesquisa
Zeev Sternhell considerava o Fascismo, quanto ao seu conteúdo ideológico, uma combinação de socialismo antimaterialista com nacionalismo. Sternhell traçou as raízes do fascismo a partir dos movimentos revolucionários de extrema-esquerda franceses, acrescentando um ramo, chamado de “direita revolucionária”, às três famílias da direita tradicional citadas por René Rémond – legitimismo, orleanismo e bonapartismo. As principais influências, de acordo com Sternhell, foram:
- Boulangismo, um movimento populista liderado por Georges Boulanger que quase logrou êxito numa tentativa de golpe de Estado;
- Sindicalismo revolucionário, que assinala como anarcossindicalistas italianos, influenciados pelo pensamento de Georges Sorel, abraçaram o fascismo nas suas fases iniciais;
- Influência intelectual do Círculo de Proudhon e a síntese que ele provocaria (as atividades de Georges Valois e Edouard Berth).

Sua pesquisa tem sido alvo de críticas, sobretudo entre acadêmicos franceses que defendem que o regime de Vichy (1940 — 1944) era mais de convicção conservadora tradicional, ainda que pertencesse a extrema-direita, do que contra-revolucionária, sendo as ideias contra-revolucionárias uma característica central do fascismo. René Rémond questionou a inclusão do boulangismo, por Sternhell, nos movimentos revolucionários de direita. Alguns estudiosos dizem que a tese de Sternhell pode lançar uma importante luz sobre as influências intelectuais do fascismo, pontuando que o fascismo em si não nasceu de uma única ideologia e que a sua composição e a sua popularidade sociológica entre as classes trabalhadoras devem também ser levadas em consideração.
Stanley G. Payne, por exemplo, observa em A History of Fascism que “Zeev Sternhell demonstrou definitivamente que quase todas as ideias encontradas no fascismo apareceram pela primeira vez na França”.
A identificação do espiritualismo com o fascismo, feita por Sternhell, também suscitou discussões, em particular sua afirmação de que o movimento personalista de Emmanuel Mounier “compartilhava ideias e reflexões políticas com o Fascismo”. Sternhell defende que a revolta de Mounier “contra o individualismo e o materialismo” o levou a compartilhar a ideologia do fascismo.

## Visões políticas
Sternhell se descrevia como um liberal. Em relação ao sionismo, Sternhell disse numa entrevista ao Haaretz: 
Eu não sou um sionista, eu sou um super-sionista. Para mim, o sionismo foi e permanece sendo o direito dos judeus controlarem o seu destino e o seu futuro. Eu considero o direito dos seres humanos serem senhores de si como um direito natural. Um direito que foi tomado dos judeus ao longo da história e que o sionismo restabeleceu. Esse é o seu significado mais profundo. E como tal, é, sem dúvida, uma tremenda revolução que afeta a vida de cada um de nós. Eu percebi essa revolução quando emigrei para Israel sozinho quando tinha 16 anos. Apenas quando eu desembarquei em Haifa, deixando o navio Artza, eu parei de ser objeto das ações dos outros e me tornei sujeito. Somente então eu me tornei um indivíduo que está no controle de si mesmo e não mais sob o controle dos outros.

Em Os mitos fundantes de Israel (publicado em hebraico em 1995), Sternhell diz que a principal justificativa que os sionistas davam para a fundação de Israel em 1948 era o direito histórico dos judeus à terra. No epílogo, escreveu:
Na verdade, desde o início, um sentido de urgência deu aos sionistas a profunda convicção de que a tarefa de reconquistar a região tinha uma sólida base moral. O argumento do direito histórico dos judeus à terra era meramente uma questão política e de propaganda. Tendo em vista a situação catastrófica dos judeus no início do século, o uso desse argumento justifica-se sob todos os sentidos, e é tão legítimo por conta da ameaça de morte que ronda os judeus. Os direitos históricos foram invocados para atender a necessidade de encontrar um refúgio.
Sternhell argumentava que, após a Guerra dos Seis Dias em 1967, as ameaças aos judeus desapareceram, o que mudou a base moral para a manutenção das conquistas:
Nenhum líder foi capaz de dizer que a conquista da Cisjordânia carecia da base moral da primeira metade do século XX, nomeadamente as circunstâncias angustiantes nas quais Israel foi fundado. Um povo bastante perseguido precisava e merecia não apenas um abrigo, mas o seu próprio Estado. [...] Enquanto as conquistas de 1949 foram uma condição essencial para a fundação de Israel, o esforço de 1967 para manter as conquistas teve um forte sentido expansionista.
Sternhell via os assentamentos judeus na Cisjordânia como um desejo de sionismo religioso bem como parte do sionismo trabalhista, que a ala mais moderada do sionismo trabalhista foi incapaz de resistir dado que esse desejo é alinhado com as mais profundas convicções sionistas. Ele via os assentamentos na Cisjordânia como um perigo para "a habilidade de Israel desenvolver-se como uma sociedade aberta e livre", porque colocava objetivos nacionalistas acima de objetivos sociais e liberais.
Ele diz que algo de fundamental mudou com os acordos de Oslo: “Na história do sionismo, os acordos de Oslo constituem um ponto de inflexão, uma verdadeira revolução. Pela primeira vez em sua história, o movimento nacional judaico reconheceu a igualdade de direitos do povo palestino em relação à liberdade e à independência". Ele conclui o epílogo com: "Hoje o único fator incerto é o preço moral e político que a sociedade israelense terá de pagar para superar a resistência que o núcleo duro dos colonos há de demonstrar a qualquer solução justa e razoável".
Em uma entrevista de 2014, Sternhell afirmou que existem indicadores de fascismo em Israel.

## Obras seletas
- "Fascist Ideology", Fascism, A Reader's Guide, Analyses, Interpretations, Bibliography, edited by Walter Laqueur, University of California Press, Berkeley, 1976. pp 315–376.
- Neither Right nor Left: Fascist Ideology in France, Princeton Univ. Press, California ISBN 0-691-00629-6
- The Birth of Fascist Ideology, with Mario Sznajder and Maia Asheri, published by Princeton University Press, 1989, 1994 (ISBN 0-691-03289-0) (ISBN 0-691-04486-4)
- The Founding Myths of Israel: Nationalism, Socialism, and the Making of the Jewish State Princeton Univ. Press, 1999 (ISBN 0-691-00967-8; e-book ISBN 1-4008-0770-0) (abstract)
- Maurice Barrès et le nationalisme français ("Maurice Barrès and French nationalism") – Brüssel: Editions Complexe, 1985
- The Anti-Enlightenment Tradition, 2009 (ISBN 978-0300135541)